# Ladislav Čech
Ladislav Čech (10. dubna 1864 Plzeň – 9. září 1943 Praha) byl rakouský a český podnikatel a politik, na počátku 20. století poslanec Říšské rady.

## Biografie
Narodil se v Plzni. Od mládí působil jako obchodník. Pobýval na praxi v Praze, ve Vídni i v Německu. Pak si založil v Praze papírnický obchod, který později vyrostl ve firmu I. L. Čech (papírnický velkoobchod a tovární výroba obchodních knih). Sídlila ve Štěpánské ulici v centru Prahy. Angažoval se v českých profesních spolcích obchodníků a podnikatelů. Byl prezidentem obchodního grémia v Praze. Město Plzeň mu udělilo čestné občanství. Zastával též funkci viceprezidenta Obchodní a živnostenské komory v Praze. Bydlel na Smíchově.
Na počátku 20. století se zapojil i do celostátní politiky. Ve volbách do Říšské rady roku 1907, konaných poprvé podle všeobecného a rovného volebního práva, se stal poslancem Říšské rady za obvod Čechy 2. Usedl do poslanecké frakce Český klub (širší aliance českých, národně-konzervativních a liberálních subjektů). Mandát obhájil za týž obvod i ve volbách do Říšské rady roku 1911 a ve vídeňském parlamentu setrval až do zániku monarchie. K roku 1911 se profesně uvádí jako obchodník. Politicky patřil k mladočeské straně a roku 1908 byl kooptován do jejího výkonného výboru. Za první republiky přestoupil do živnostenské strany.
Na přelomu 20. a 30. let 20. století čelil soudnímu procesu. Žalobu na něj podal plzeňský obchodník Král, kterému měl Čech za finanční odměnu zařídit přidělení zbytkového statku na Berounsku. Král se u soudu domáhal vrácení peněz, které Čechovi na prosazení této transakce poskytl. Krajský soud v Praze ho za to roku 1931 odsoudil na jeden měsíc podmíněně. Kvůli kauze se musel vzdát funkcí v živnostenské straně.
V prosinci 1932 byl při přecházení ulice v Praze zachycen projíždějícím vozem a utrpěl těžký úraz (zlomenina žebra a vnitřní poranění). Ještě v roce 1934 ale oslavil v plné svěžesti své 70. narozeniny. Žil i v roce 1939, kdy oslavil 75. narozeniny. Zemřel v roce 1943 v Praze.